# Innocentio Conti

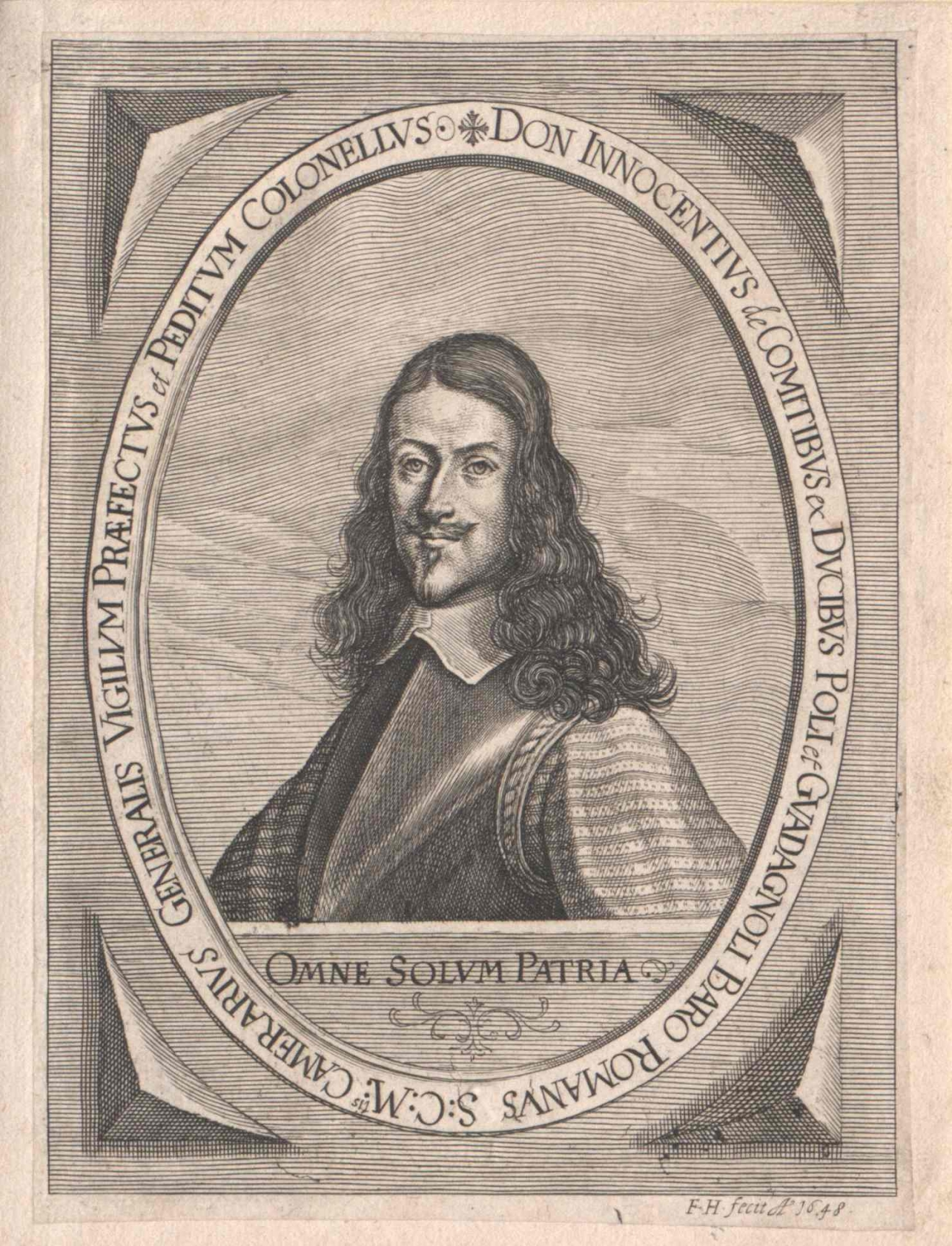
Innocentio Conti

Innocentio Conti (* um 1610 in Poli; † 12. Februar 1661 in Rom) war ein italienischer Militär aus dem römischen Adelsgeschlecht Conti. Er diente als kaiserlicher Offizier im Dreißigjährigen Krieg sowie als päpstlicher und venezianischer General.

## Leben
Seine Eltern waren Lotario Conti (* 1570; † 1635), Herzog von Poli und Guadagnolo, und dessen zweite Ehefrau Giulia Orsini di Bonmarzo. Zu seinen Brüdern gehörten der kaiserliche Feldmarschall Torquato Conti und Giannicoló Conti, Kardinal von Ancona.
Innocentio wuchs in Poli nahe von Rom auf, bis er nach dem Tod seines Vaters nach Deutschland ging, um sich als Freiwilliger den kaiserlichen Truppen anzuschließen. Kaiser Ferdinand III. verlieh ihm bald den Befehl über eine Kompanie Kürassiere. 1639 kämpfte er unter Ottavio Piccolomini bei Diedenhofen und wurde einige Zeit später zum Obristleutnant befördert. 1646 nahm er in Niederösterreich an den Rückeroberungen der Städte Krems an der Donau und Korneuburg von den Schweden teil, 1647 wurde er als Oberst Inhaber eines Fußregiments.
Anfang 1647 wurde er nach dem Waffenstillstand Bayerns mit Schweden und Frankreich mit einigen Soldaten nach Regensburg geschickt, um die Reichsstadt gegen bayerische Übernahmeversuche zu behaupten. Mit seinem Regiment kämpfte Conti Ende 1647 unter dem Befehl von Jean-Louis Raduit de Souches und Hans Christoph III. von Puchheim bei der Belagerung der seit zwei Jahren schwedisch besetzten Stadt Iglau in Mähren. Während der Belagerung verwundet, übernahm er nach der geglückten Eroberung als Kommandant den Befehl über die Stadt.
1648 leitete er unter Oberbefehl Rudolf von Colloredos, des kaiserlichen Kommandanten für Böhmen, wesentlich die Verteidigung der Prager Alt- und Neustadt gegen eine schwedische Belagerung. Unter Contis Anleitung besserten die Handwerker der Stadt die Verteidigungsanlagen aus und legten neue Bollwerke und Barrikaden an. Bürger und Soldaten konnten die Stadtteile bis Kriegsende und dem Abzug der Schweden am 2. November halten.
Für seine Leistungen bei der Verteidigung Prags wurde Conti am 13. Oktober 1649 zum Kommandanten der Stadt ernannt und begann mit der Reparatur und dem Ausbau der im Krieg schwer in Mitleidenschaft gezogenen Verteidigungsanlagen. Er brachte die ersten Verstärkungen der Prager Stadtbefestigung auf den Weg. Seine wichtigsten Mitarbeiter dabei waren der Militäringenieur Giovanni Pieroni, die beiden Baumeister Carlo Lurago und Santino Bossi, sowie der Obristleutnant seines Regiments, Josef Priami.
1652 gab er sein Kommando auf und wechselte aus kaiserlichen in päpstliche Dienste. Seine Nachfolge in Prag übernahm Jan van der Croon, der bisherige Stadtkommandant von Eger. Als päpstlicher General verteidigte Conti die Stadt Ferrara während der Sedisvakanz nach dem Tod Innozenz’ X. gegen einen Angriff des Herzogs von Modena. Anschließend wurde er Gouverneur der Stadt.
Der nächste Papst Alexander VII. bestätigte Innocentio in seinem Generalsamt. Ende 1655 nahm er bei Ferrara die abgedankte schwedische Königin Christina in Empfang, die zum katholischen Glauben konvertiert war und einen dauerhaften Aufenthalt in Rom bezog. 1660 erlaubte ihm der Papst, kurzzeitig in den Dienst der Republik Venedig zu treten, um diese im Krieg gegen die Türken zu unterstützen. Für die Venezianer diente er in Dalmatien, wo er zur Befestigung von Split einen bastionären Befestigungsring um die Stadt herum konstruierte, der in den Jahren 1660 bis 1668 errichtet wurde. Nach seiner Rückkehr aus Split starb Conti Anfang 1661 in Rom unverheiratet.